# 汐萬路
汐萬路（英語：Xi Wan Road）（汐止－烘內）為新北市的一條鄉道汐止區汐止到汐止區烘內重要道路，起端為大同路靠近國道一號汐止交流道）全長5.553公里。，末端為五指山產業道路。

## 路線說明
本線自1961年以降皆編為北29線，惟1961年終點位於康寧街（舊台5線）涵洞。1966年時新編一支線北29-1線，路線名為汐止－萬里，里程3.840Km。1976年將線北29-1線併入，更名為汐止－北港線，里程5.080公里。1983年再改路線名為烘內－汐止線迄今。
新北市
- 汐止區：烘內（起點，瑞松街20巷底）→ 瑞松街20巷 → 汐萬路三段252巷 → 汐萬路 → 汐止（終點，台5甲線岔路）

## 沿線地標、設施
（由南到北）
一段
- 江北大橋
- 台灣中油伯爵站（39號）
- 新北市立圖書館汐止江北分館、新北市汐止區江北市民活動中心（81號）
- 汐止交流道
- 台灣電力公司汐止服務所（216號）
- 新北市北港抽水站（301號）

二段
- 新北市汐萬抽水站（67號）
- 福神堂（75號）
- 四位善公神位（99號）
- 新北市拱北抽水站（169號）
- 新北市政府警察局汐止分局烘內派出所（230號）
- 新北市汐止區北港國民小學（279號）

三段
- 母懿堂（66號）
- 新北市汐止區農會附設老人休閒中心（246號）
- 四川橋（252巷2）
- 新北市汐止區北港國民小學烘內分班（252巷27號）
- 聖覺寺（285號）
- 五指山古道（380巷）

## 公車資訊

### 新北市公車
- 新北客運
  - 587
  - 896
  - 890

## 交會公路
- 國道1號
- 台5甲線
  - 大同路
- 長江街
- 新江北路
- 康寧街
- 八連路